# Бланфорд (Індіана)
Бланфорд (англ. Blanford) — переписна місцевість (CDP) в США, в окрузі Вермільйон штату Індіана. Населення — 280 осіб (2020).

## Географія
Бланфорд розташований за координатами 39°40′1″ пн. ш. 87°31′13″ зх. д. / 39.66694° пн. ш. 87.52028° зх. д. (39.667000, -87.520268).  За даними Бюро перепису населення США в 2010 році переписна місцевість мала площу 1,90 км², уся площа — суходіл.

## Демографія
Згідно з переписом 2010 року, у переписній місцевості мешкали 342 особи в 126 домогосподарствах у складі 89 родин. Густота населення становила 180 осіб/км².  Було 153 помешкання (80/км²).
Расовий склад населення:
| - 100,0 % — білих |

До двох чи більше рас належало 0,0 %. Частка іспаномовних становила 0,0 % від усіх жителів.
За віковим діапазоном населення розподілялося таким чином: 26,3 % — особи молодші 18 років, 59,7 % — особи у віці 18—64 років, 14,0 % — особи у віці 65 років та старші. Медіана віку мешканця становила 39,0 року. На 100 осіб жіночої статі у переписній місцевості припадало 120,6 чоловіків;  на 100 жінок у віці від 18 років та старших — 113,6 чоловіків також старших 18 років.
За межею бідності перебувало 29,9 % осіб, у тому числі 0,0 % дітей у віці до 18 років та 0,0 % осіб у віці 65 років та старших.
Цивільне працевлаштоване населення становило 113 особи. Основні галузі зайнятості: виробництво — 43,4 %, будівництво — 24,8 %, освіта, охорона здоров'я та соціальна допомога — 20,4 %.